# Happy Loner
Happy Loner è un singolo della cantautrice britannica Marina, pubblicato il 3 dicembre 2021 come quinto estratto dal quinto album in studio Ancient Dreams in a Modern Land sotto l'etichetta discografica Atlantic Records. La traccia è disponibile esclusivamente nell'edizione deluxe dell'album.

## Video musicale
Il video musicale è stato diretto da Brendan Walter ed è stato pubblicato il 7 gennaio 2022, un mese dopo l'uscita del singolo e in contemporanea con l'edizione deluxe dell'album. Girato in bianco e nero, il video vede la cantante interpretare il brano in una serie di primi piani e inquadrature accompagnate da animazioni colorate in sovraimpressione, con parole tratte dal testo della canzone.

## Tracce
1. Happy Loner – 3:13